# Mensageiro escolar
O mensageiro escolar : mensário azarujense tem origem na Azaruja, localidade alentejana, sob a direção de João Vicente de Oliveira Charrua, edição de Félix de Carvalho Marques e redação nas Escolas José Perdigão. Tinha como tema geral a educação e, tal como designa o subtítulo, publicava-se mensalmente.